# بلد المنشأ

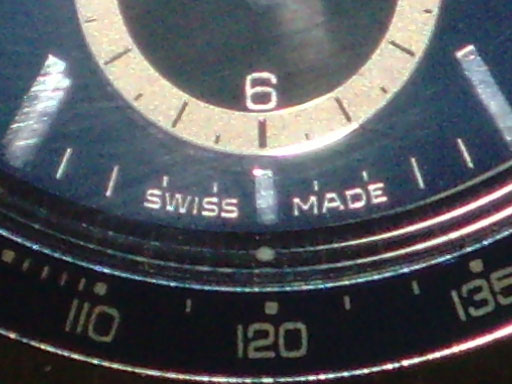

بلد المنشأ هي الدولة التي يصنع فيها المنتج أو السلعة، وطبيعة المنتج تختلف من البلد إلى آخر في قواعد المنشأ في إطار اختلاف القوانين الوطنية والمعاهدات الدولية.
يمثل بلد المنشأ (CO) بلد أو بلدان التصنيع أو الإنتاج أو التصميم أو منشأ العلامة التجارية التي تأتي منها السلعة أو المنتج. بالنسبة للعلامات التجارية متعددة الجنسيات، قد يشمل بلد المنشأ بلدانًا متعددة في عملية خلق القيمة.
هناك قواعد مختلفة لبلد المنشأ بموجب مختلف القوانين الوطنية والمعاهدات الدولية. ويُعرف وسم بلد المنشأ (COL) أيضًا باسم العلامة التجارية القائمة على المكان، أو الصورة المصنوعة في بلد المنشأ أو "التحيز للجنسية". في بعض المناطق أو الصناعات، قد يعتمد وسم بلد المنشأ مصطلحات محلية فريدة من نوعها مثل التيروار المستخدم لوصف تسميات النبيذ بناءً على المنطقة المحددة التي يُزرع فيها العنب ويُصنع فيها النبيذ.
للعلامات التجارية القائمة على المكان تاريخ قديم جداً. حيث تشير الأدلة الأثرية إلى وجود عبوات تحدد مكان التصنيع منذ حوالي 4000 سنة مضت. ومع مرور الوقت، تطورت الملصقات غير الرسمية إلى ملصقات رسمية ومنظمة في كثير من الأحيان تزود المستهلكين بمعلومات حول جودة المنتج واسم الشركة المصنعة ومكان المنشأ.

## تعريف
يمكن أن يكون لوسم علامة (بلد المنشأ) لمنتج ما عدة تعريفات محتملة. ويمكن أن يشير إلى:
- المكان الذي استُلمت منه البضاعة مباشرةً؛ أي آخر حدود عبرتها أو ميناء دخلته قبل الوصول إلى وجهتها النهائية.
- بلد الشحنة (أي المكان الذي بيعت منه البضاعة).
- بلد النمو أو الاستخراج الأصلي.

## تاريخ

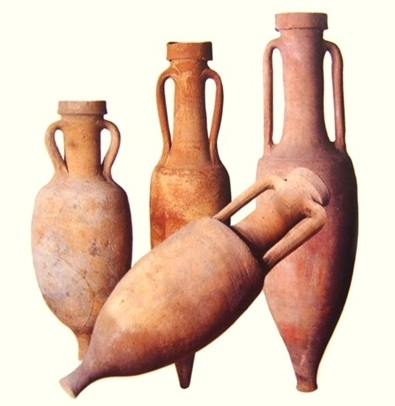
زود الشكل المميز والعلامات المميزة على القوارير المستعملة بمعلومات عن الشركة المصنعة ومكان منشأ البضائع.

إن إدراج مكان المنشأ على السلع المصنعة لهُ تاريخ قديم. ففي العصور القديمة، كان المستهلكون يستخدمون العلامات التجارية غير الرسمية التي تتضمن تفاصيل مثل اسم الشركة المصنعة ومكان المنشأ كدلائل مهمة على جودة المنتج. وقد عثر ديفيد وينغرو على أدلة أثرية على العلامات التجارية التي غالبًا ما كانت تتضمن منشأ الصنع، والتي يعود تاريخها إلى حوالي 4000 سنة مضت. بدأ المنتجون للسلع بإلصاق أختام حجرية بسيطة على المنتجات. وبمرور الوقت، تحوّلت هذه الأختام إلى أختام طينية عليها صور منقوشة، وغالباً ما كانت ترتبط بالهوية الشخصية للمنتج. وقد وفر ذلك معلومات عن المنتج وجودته. فعلى سبيل المثال، عُثر على قطعة في مقبرة ملكية في أبيدوس (جنوب مصر) ويرجع تاريخها إلى حوالي 3000 سنة قبل الميلاد، وهي تحمل عناصر العلامة التجارية التي ستكون مألوفة جداً للمستهلكين المعاصرين. وتشير النقوش الموجودة على سطح القطعة إلى مكان تصنيع محدد، "أجود أنواع زيت تجينو"، وهي منطقة تقع في ليبيا الحالية.
وفي الصين، يبدو أن أسماء الأماكن تطورت بشكل مستقل خلال عهد سلالة هان الحاكمة (220 قبل الميلاد - 200 ميلادية)؛ حيث كانت أسماء العلامات التجارية وكتابة أسماء الأماكن شائعة نسبياً على السلع. وقد جادل إيكهارت وبنغتسون بأنه في غياب النظام الرأسمالي، كانت العلامات التجارية مرتبطة بالنظم الاجتماعية والسياقات الثقافية؛ وأن تطوير العلامات التجارية كان نشاطًا بدأه المستهلك وليس نشاطًا يدفعه المصنعون عادةً ويرتبط بممارسات إدارة العلامات التجارية الغربية.
وقد أظهرت ديانا تويدي أن القوارير المستعملة في تجارة البحر الأبيض المتوسط بين عامي 1500 و500 قبل الميلاد أظهرت مجموعة واسعة من الأشكال والعلامات التي وفرت معلومات للمشترين أثناء التبادل. ويبدو أن تاريخ الاستخدام المنهجي للعلامات المختومة يعود إلى حوالي القرن الرابع قبل الميلاد. في مجتمع ما قبل القراءة والكتابة إلى حد كبير، كان شكل القارورة وعلاماتها التصويرية بمثابة علامة تجارية، تنقل معلومات عن المحتويات ومنطقة المنشأ وحتى هوية المنتج، والتي كان من المفهوم أنها تؤشر كعلامات على جودة المنتج.
كان الرومان يفضلون شراء السلع من أماكن معينة، مثل المحار من لوندينيوم والقرفة من جبل معين في الجزيرة العربية، وقد حفزت هذه التفضيلات القائمة على المكان التجارة في جميع أنحاء أوروبا والشرق الأوسط. في بومبي وهيركولانيوم القريبة، تشير الأدلة الأثرية المكتشفة على استعمال العلامات التجارية، ووضع العلامات بشكل شائع نسبيًا. فعلى سبيل المثال، كانت جرار النبيذ مختومة بأسماء مثل "لاسيوس" و"ل. إيوماتشيوس"، وهي على الأرجح إشارات إلى اسم المنتج. وتشير أرغفة الخبز المتفحمة التي عُثر عليها في هركولانيوم إلى أن بعض الخبازين كانوا يختمون خبزهم بنقش اسم المنتج عليهِ.
كان أومبريتشيوس سكوراس، وهو صانع لصلصة السمك (المعروفة أيضاً باسم جاروم) في بومبي حوالي 35 م، يضع علامته التجارية على القوارير الخاصة بهِ، والتي كانت تجوب البحر الأبيض المتوسط بأكمله. وقد زُينت أنماط الفسيفساء في ردهة منزلهِ بصور أمفورا تحمل علامته التجارية الشخصية ومزاعم الجودة. تتألف الفسيفساء من أربعة قوارير مختلفة، واحدة في كل ركن من أركان الردهة، وتحمل كل واحدة أوصاف ونوع مكونات المنتج. لقد اشتهرت صلصة سمك ساوراس بجودتها العالية في جميع أنحاء دول البحر الأبيض المتوسط، وذاع صيتها في أماكن بعيدة مثل فرنسا الحديثة.
خلال فترة العصور الوسطى في أوروبا، ظهرت العديد من مدن الأسواق في أوروبا واشتدت المنافسة بينها. واستجابةً للضغوط التنافسية، بدأت المدن في الاستثمار في تطوير سمعة جيدة للمنتجات عالية الجودة، وتنظيم السوق بكفاءة وتوفير وسائل الراحة الجيدة للزوار. وبحلول القرن الثالث عشر، كانت المقاطعات الإنجليزية ذات الصناعات النسيجية الهامة تستثمر في بناء قاعات مبنية خصيصاً لبيع القماش. وأصبحت قاعة بلاكويل هول في لندن مركزًا للقماش، وأصبحت بريستول مرتبطة بنوع معين من القماش يعرف باسم بريستول الأحمر، واشتهرت ستراود بإنتاج القماش الصوفي الفاخر، وأصبحت بلدة ورستد مرادفًا لنوع من الغزل، وارتبطت بانبوري وإسيكس بقوة بالأجبان.
وقد جادل كاسون ولي بأن الأسواق المستأجرة في إنجلترا وأوروبا في العصور الوسطى كانت تستخدم سمعة السوق الإقليمية كعلامة على جودة المنتجات، وأن هذا كان بمثابة شكل مبكر من أشكال العلامات التجارية.
بعد عصر النهضة الأوروبي، استوردت البضائع من أماكن بعيدة. فعلى سبيل المثال، كتب ماركو بولو عن الحرير من الصين والتوابل من الهند. وبدأ المستهلكون يربطون بين بلدان معينة وبضائع محددة - قماش الكاليكو من الهند، والخزف والحرير والشاي من الصين، والتوابل من الهند وجنوب شرق آسيا، والتبغ والسكر والروم والقهوة من سلع العالم الجديد (أمريكا).
وبحلول أواخر القرن التاسع عشر، بدأت الدول الأوروبية في تطبيق تشريعات وضع علامات بلد المنشأ. وفي القرن العشرين، ومع ازدياد عالمية الأسواق وإزالة الحواجز التجارية، أصبح بإمكان المستهلكين الوصول إلى مجموعة أوسع من السلع من أي مكان في العالم تقريباً. ويعتبر بلد المنشأ من الاعتبارات المهمة في اتخاذ قرارات الشراء.

## التأثيرات على المستهلكين
وقد دُرست آثار وسم بلد المنشأ على مشتريات المستهلكين على نطاق واسع. ويُعرف تأثير بلد المنشأ أيضًا باسم "صورة بلد المنشأ" و"التحيز الوطني".
تُظهر الأبحاث أن التصورات العامة الواسعة للمستهلكين عن بلد ما، بما في ذلك خصائصه الوطنية وخلفيته الاقتصادية والسياسية وتاريخه وتقاليده ومنتجاته التمثيلية، تتضافر لتكوين صورة عامة أو صورة نمطية شاملة تلصق بعد ذلك بمنتجات ذلك البلد أو البلدان، كما يحدث بالنسبة للعلامات التجارية متعددة الجنسيات.
على سبيل المثال، أفادت دراسة استقصائية عالمية أجرتها شركة نيلسن أن صورة بلد المنشأ لها تأثير كبير على تصورات المستهلكين وسلوكياتهم، وفي الحالات التي لا تتوفر فيها معلومات إضافية أو يصعب الحصول عليها، يمكن أن تكون العامل الوحيد المحدد لما إذا كان شخص ما سيشتري منتجًا ما أم لا.
ويكون تأثيره أقوى ما يكون على المستهلكين الذين لا يعرفون الكثير عن المنتج أو نوع المنتج وأضعف ما يكون على المستهلكين المطلعين. تختلف الحساسية لبلد المنشأ حسب فئة المنتج. فهي أقوى ما تكون في السلع المعمرة والسلع الفاخرة وأضعف ما تكون في فئات المنتجات "منخفضة المشاركة" مثل الشامبو والحلوى. وفي دراسات مختلفة، ثبت أيضًا أن تأثير بلد المنشأ ينطبق أيضًا على الخدمات. ومما له أهمية خاصة تأثير صورة البلد على الأسعار بمعنى أن السعر يسمح "بتحويل" إشارة بلد المنشأ إلى نقود. وتكشف تأثيرات صورة البلد على أسعار المنتجات عن مدى انعكاس تصورات المستهلكين لصور البلدان المختلفة في الاستعداد لدفع ثمن المنتجات المرتبطة ببلدان مختلفة.
وقد أظهرت العديد من الدراسات أن المستهلكين يميلون إلى تفضيل نسبي للمنتجات التي تأتي من بلدانهم أو قد يكون لديهم تفضيل نسبي للمنتجات التي تنشأ من بلدان معينة أو النفور منها (ما يسمى ببلدان التقارب والعداء).

## متطلبات وضع العلامات
إن متطلبات وضع وسم بلد المنشأ معقدة بسبب التسميات المختلفة التي قد تكون مطلوبة مثل "صُنع في دولة"، "منتج من دولة"، إلخ. كما أنها تختلف أيضًا حسب بلد الاستيراد والتصدير. على سبيل المثال:
- بالنسبة للواردات إلى المملكة المتحدة، هناك رمز طوعي للأغذية. لا تخضع المنتجات الأخرى لمتطلبات وضع العلامات،[28] لكن وضع العلامات المضللة يمكن أن يؤدي إلى مقاضاة بموجب قانون الأوصاف التجارية لعام 1968.
- يجب أن تتضمن الأغذية المصدرة إلى الإمارات العربية المتحدة علامة بلد المنشأ.[29]
- أصبحت علامات بلد المنشأ إلزامية في اليابان منذ عام 1962 وفي الصين منذ عام 2005.[30]

- وقد جادل اتحاد الأعمال الخاصة في المملكة المتحدة بأن غياب أي قواعد إلزامية لوضع العلامات في الاتحاد الأوروبي "يضع المواطنين الأوروبيين في وضع غير مواتٍ".

### الولايات المتحدة

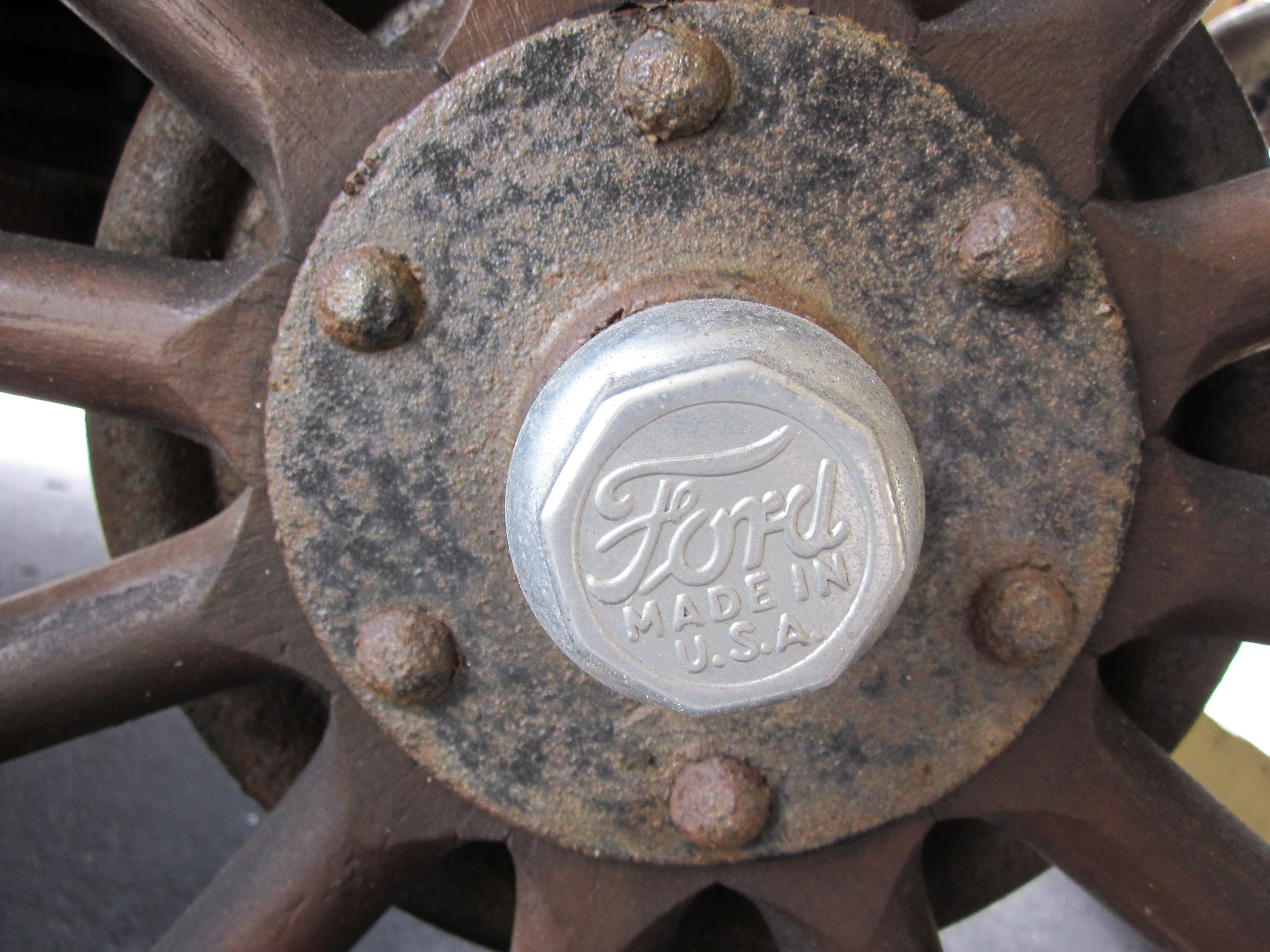
غطاء عجلة سيارة فورد مع بصمة صنع في الولايات المتحدة الأمريكية

تتطلب المادة 304 من قانون التعريفة الجمركية لعام 1930 بصيغته المعدلة (19 U.S.C. § 1304) أن تحمل معظم الواردات، بما في ذلك العديد من المواد الغذائية، ملصقات تُعلم المشتري النهائي ببلد المنشأ. اعفيت اللحوم والمنتجات والعديد من المنتجات الزراعية الخام الأخرى بشكل عام. ومع ذلك، يتضمن مشروع قانون الزراعة لعام 2002 (P.L. 107-171، القسم 10816) شرطًا يقضي بأن تقدم العديد من مؤسسات البيع بالتجزئة، بدءًا من 30 سبتمبر 2004، معلومات عن بلد المنشأ للفواكه والخضروات الطازجة واللحوم الحمراء والمأكولات البحرية والفول السوداني. إلا أن الاعتمادات الموحدة للسنة المالية 2004 (P.L. 108-199) الموقعة في 23 يناير 2004، أرجأت هذا الشرط لمدة عامين باستثناء المأكولات البحرية.
يتطلب قانون الشراء الأمريكي لعام 1933 أن يكون المنتج مصنوعًا في الولايات المتحدة الأمريكية من أكثر من 50 في المائة من الأجزاء الأمريكية لكي يُعتبر مصنوعًا في الولايات المتحدة الأمريكية لأغراض المشتريات الحكومية. للمزيد من المعلومات، راجع قانون الشراء الأمريكي في 41 U.S.C. §§§ 10a-10c، ولوائح الاقتناء الفيدرالية في 48 C.F.R. Part 25، وقانون الاتفاقيات التجارية في 19 U.S.C. §§ 2501-2582.
يمنح قانون لانهام لعام 1946 أي شخص (مثل المنافس) يتضرر من تسمية كاذبة لبلد المنشأ الحق في مقاضاة الطرف الذي قدم الادعاء الكاذب.
يتطلب قانون تحديد المنتجات المصنوعة من ألياف المنسوجات لعام 1958، الذي تمت الموافقة عليه في 2 سبتمبر 1958، وقانون وضع العلامات على منتجات الصوف لعام 1939، وضع علامة صنع في الولايات المتحدة الأمريكية على الملابس وغيرها من المنتجات المنزلية من المنسوجات أو الصوف إذا كان المنتج النهائي مصنوعًا في الولايات المتحدة من نسيج مصنوع في الولايات المتحدة، بغض النظر عن مصدر المواد التي سبقت عملية التصنيع (مثل الخيوط والألياف). يجب وضع ملصق على منتجات المنسوجات المستوردة كما هو مطلوب من قبل دائرة الجمارك. يجب وضع ملصق على منتج المنسوجات أو الصوف المصنوع جزئيًا في الولايات المتحدة وجزئيًا في بلد آخر لإظهار كل من المعالجة الأجنبية والمحلية. في الثوب ذي الرقبة، يجب الكشف عن بلد المنشأ على الجزء الأمامي من الملصق المثبت على المركز الداخلي للرقبة، إما في منتصف الطريق بين درزات الكتف أو بالقرب من ملصق آخر مثبت على المركز الداخلي للرقبة. في الملابس التي لا تحتوي على رقبة وعلى أنواع أخرى من المنتجات النسيجية، يجب أن يظهر بلد المنشأ على ملصق واضح يسهل الوصول إليه على الجزء الداخلي أو الخارجي للمنتج. يجب أن تفصح الكتالوجات وغيرها من المواد الترويجية للطلبات البريدية لمنتجات المنسوجات والصوف، بما في ذلك تلك التي ينشرها على الإنترنت، عما إذا كان المنتج مصنوعًا في الولايات المتحدة أو مستوردًا أو كليهما.
يتطلب قانون توسيم السيارات الأمريكي لعام 1994 أن تحمل كل سيارة صنعت في 1 أكتوبر 1994 أو بعد ذلك التاريخ للبيع في الولايات المتحدة ملصقًا يكشف عن مكان تجميع السيارة، ونسبة المعدات التي نشأت في الولايات المتحدة وكندا، وبلد منشأ المحرك وناقل الحركة. ويستثنى من سياسة اللجنة أي إقرار يقدمه مسوق السيارة الذي يتطلبه قانون الوكلاء المعتمدين. عندما تقدم شركة ما ادعاءات في الإعلانات أو المواد الترويجية تتجاوز متطلبات قانون AALA، فإنها ستخضع لمعايير اللجنة.
يتطلب قانون توسيم منتجات الفراء لعام 2010 الكشف عن بلد منشأ للفراء المستورد على جميع الملصقات وفي جميع الإعلانات.
هزمت كندا قاعدة وضع العلامات الإلزامية لبلد المنشأ على الأغذية التي تباع في الولايات المتحدة (mCOOL) في منظمة التجارة العالمية في 2014-2015.

## استراتيجيات التسويق
يمكن للشركات أن تشير إلى منشأ منتجاتها بعدد من استراتيجيات التسويق المختلفة:
- استخدام عبارة "صُنع في..."
- استخدام ملصقات الجودة والمنشأ
- الشركة المضمنة في اسم الشركة
- كلمات الشركة النموذجية المضمنة في اسم الشركة
- استخدام لغة الشركة
- استخدام الأشخاص المشهورين أو النمطيين من الشركة
- استخدام أعلام ورموز الشركة
- استخدام مناظر طبيعية نموذجية أو مبانٍ مشهورة من الشركة

## التجارة الدولية
عند شحن المنتجات من بلد إلى آخر، قد يتعين وضع علامة على المنتجات ببلد المنشأ، وعادةً ما يلزم الإشارة إلى بلد المنشأ في مستندات التصدير/الاستيراد والتقديمات الحكومية. سيؤثر وسم بلد المنشأ على جواز قبولها ومعدل الرسوم الجمركية واستحقاقها للرسوم الخاصة أو برامج الأفضليات التجارية ومكافحة الإغراق والتوريد الحكومي.
في الوقت الحاضر، العديد من المنتجات هي حصيلة عدد كبير من الأجزاء والقطع التي تأتي من العديد من البلدان المختلفة، والتي قد تجمع معًا في بلد ثالث. في هذه الحالات، من الصعب في هذه الحالات معرفة بلد المنشأ بالضبط، وتطبق قواعد مختلفة حول كيفية تحديد بلد المنشأ "الصحيح". وبوجه عام، لا تغير السلع بلد المنشأ إلا إذا كان العمل أو المواد المضافة إلى السلعة في البلد الثاني تشكل تحولاً جوهرياً، أو إذا تغير اسم السلعة أو رمز التعريفة الجمركية أو طابعها أو استخدامها (على سبيل المثال من عجلة إلى سيارة). وقد تكون القيمة المضافة في البلد الثاني مشكلة أيضاً.
من حيث المبدأ، يُقصد بالتحويل الجوهري للمنتج تغيير في ترميز النظام المنسق. فعلى سبيل المثال، تعتبر المواد الخام التي تباع من البلد "ألف" إلى البلد "باء"، ثم تخضع لتحويل في البلد "باء"، الذي يبيع السلعة النهائية المجهزة إلى البلد "جيم" خطوة كافية لترميز المنتج النهائي المصنوع في البلد "باء".

## الإنتاج السينمائي والتلفزيوني
يعرّف الاتحاد الدولي لأرشيفات الأفلام وسم بلد المنشأ بأنه "بلد المكاتب الرئيسية لشركة الإنتاج أو الفرد الذي أنتج العمل السينمائي". لا يوجد مرجع أو تعريف متسق. وتشمل المصادر المادة نفسها، والمواد المصاحبة (مثل النصوص، وقوائم اللقطات، وسجلات الإنتاج، ومواد الدعاية، وقوائم الجرد، والموجزات وما إلى ذلك)، والحاوية (إذا لم تكن جزءًا لا يتجزأ من العمل)، أو مصادر أخرى (الأدوات المرجعية القياسية والخاصة بالصور المتحركة). في القانون، يعرف وسم "بلد المنشأ" والعلامات ذات الصلة بشكل مختلف في مختلف الولايات القضائية. لدى الاتحاد الأوروبي وكندا والولايات المتحدة تعريفات مختلفة لمجموعة متنوعة من الأسباب، بما في ذلك المعاملة الضريبية ولوائح الإعلانات والتوزيع؛ وحتى داخل الاتحاد الأوروبي، لدى الدول الأعضاء المختلفة تشريعات مختلفة. ونتيجة لذلك، يمكن أن يكون للمصنف الفردي عدة بلدان بوصفه "بلد المنشأ"، بل قد يكون له بلدان مختلفة معترف بها كمكان منشأ لأغراض الولايات القضائية القانونية المختلفة. وبموجب قانون حقوق النشر في الولايات المتحدة وغيرها من الدول الموقعة على اتفاقية برن، يُعرّف "بلد المنشأ" بطريقة شاملة لضمان حماية الحقوق الفكرية للكتاب والمبدعين.